# イサーク・カルセレン・バレンシア
イサーク・カルセレン・バレンシア（Isaac Carcelén Valencia、1993年4月23日 - ）は、スペイン・エル・プエルト・デ・サンタ・マリア出身のサッカー選手。カディスCF所属。ポジションはディフェンダーまたはフォワード。